# Triticum
Genre
Synonymes
- Bromus Scop.[2]
- Crithodium Link[2]
- Deina Alef.[2]
- Frumentum E.H.L.Krause[2]
- Gigachilon Seidl ex Á.Löve[2]
- Nivieria Ser.[2]
- Spelta Wolf[2]

 Triticum est un genre de plantes monocotylédones de la famille des Poaceae (graminées), de la sous-famille des Pooideae, originaire d'Eurasie, qui comprend d'une dizaine à une trentaine d'espèces selon les auteurs.
Ce sont des plantes herbacées annuelles aux tiges (chaumes) dressées et aux inflorescences en épis linéaires.
Ce genre comprend les diverses espèces de blé cultivées, notamment le blé tendre (Triticum aestivum) qui est l'une des céréales les plus importantes. Il contribue pour l'essentiel au génome des blés modernes, polyploïdes, qui intègre aussi des gènes provenant du genre voisin Aegilops.  

## Étymologie
Le nom générique « Triticum » attribué par Linné à ce genre est un terme latin usuel pour désigner le blé au sens large dans la Rome antique,.

## Caractéristiques générales
Les espèces du genre Triticum sont des plantes herbacées annuelles aux tiges (chaumes) généralement dressées, plus rarement décombantes à la base, de 30 à 160 cm de long. Les feuilles ont un limbe généralement plat, une gaine fendue presque jusqu'à la base, une ligule membraneuse et des oreillettes (auricules) lancéolées.
L'inflorescence est un épi linéaire, oblong ou ovale,dont le rachis se désarticule à maturité chez certaines espèces. Les épillets, sessiles, sont disposés de façon distique à raison d'un par nœud. Ils comptent 2 ou 3 à 9 (voire 11) fleurons. Le fleuron apical est généralement stérile. Le rachillet est sans articulations.
Les épillets sont sous-tendus par deux glumes ovale, oblongues ou elliptiques, plus ou moins parcheminées, glabres ou poilues, lisses ou très scabres le long des carènes, et présentent de 3 à 11 nervures, dont une ou deux font saillie en forme de carènes.
L'apex des glumes, tronqué obliquement, présente une ou deux dents, dont la plus grande peut parfois se prolonger en une arête  plus ou moins longue.
Les fleurons sont sous-tendus par deux glumellules : la lemme présentant de 7 à 11 (voire 15) nervures, à l'apex aristé ou non, et la paléole, généralement plus courte que la lemme. Les fleurons ont des lodicules ciliés sur les bords. Ils comptent trois anthères et un ovaire pubescent à l'apex, avec un appendice charnu sous l'insertion du style.
Le fruit est un caryopse au péricarpe adhérent, ellipsoïde, ovale ou oblong, plus ou moins renflé, profondément sillonné, à l'apex poilu. L'embryon a une longueur égale à 1/5 à 1/3 de celle du caryopse, le hile, linéaire, est aussi long que le caryopse.
Le nombre chromosomique de base est x = 7, les différentes espèces sont diploïdes (2n = 2x = 14), tétraploïdes (2n = 4x = 28) ou hexaploïdes (2n = 6x = 42).

## Liste d'espèces et de sous-espèces

### SelonWorld Checklist of Selected Plant Families(WCSP)(26 juin 2018)[8]
- Triticum aestivum L. (1753)
  - Triticum aestivum subsp. aestivum, le blé tendre
  - Triticum aestivum subsp. compactum (Host) Domin (1935)
  - Triticum aestivum subsp. macha (Dekapr. & Menabde) McKey (1954)
  - Triticum aestivum subsp. spelta (L.) Thell. - l'épeautre ou grand épeautre
  - Triticum aestivum subsp. sphaerococcum (Percival) Mac Key - le blé indien
- Triticum monococcum L. (1753)
  - Triticum monococcum subsp. monococcum - l'engrain
  - Triticum monococcum subsp. aegilopoides (Link) Thell. (1918) - l'engrain sauvage
- Triticum timopheevii (Zhuk.) Zhuk. (1928)
  - Triticum timopheevii subsp. armeniacum (Á.Löve) van Slageren (1994)
  - Triticum timopheevii subsp. timopheevii, le blé zanduri
- Triticum turgidum L. (1753)
  - Triticum turgidum subsp. carthlicum (Nevski) Á.Löve (1961)
  - Triticum turgidum subsp. dicoccoides (Asch. & Graebn.) Thell. (1918), l'amidonnier sauvage
  - Triticum turgidum subsp. dicoccum (Schrank ex Schübl.) Thell. (1918), l'amidonnier
  - Triticum turgidum subsp. durum (Desf.) Husn. (1899), le blé dur
  - Triticum turgidum subsp. georgicum (Dekapr. & Menabde) Mackey ex Hanelt (2001)
  - Triticum turgidum subsp. polonicum (L.) Thell. (1918)
  - Triticum turgidum subsp. turanicum (Jakubz.) Á.Löve (1961)
  - Triticum turgidum subsp. turgidum
- Triticum urartu Thumanjan ex Gandilyan (1972)
- Triticum ×zhukovskyi Menabde & Erizin (1960)

### SelonWorld Flora Online(WFO)(22 juillet 2024)[9]
- Triticum aestivum L. (1753)
- Triticum × duelongatum Poleva (1995)
- Triticum monococcum L. (1753)
- Triticum timopheevii (Zhuk.) Zhuk. (1928)
- Triticum turgidum L. (1753)
- Triticum urartu Thumanjan ex Gandilyan (1972)
- Triticum × zhukovskyi Menabde & Erizin (1960)
- Triticum zhukovskyi Menabde & Ericzjan (1960)

## Espèces cultivées

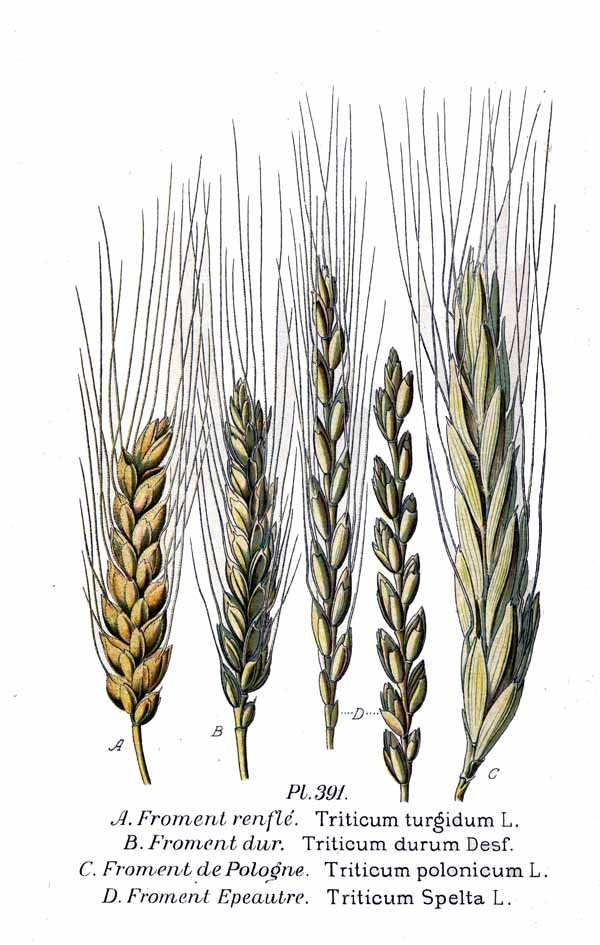
Planche botanique, 1891.

Deux espèces du genre Triticum sont cultivées commercialement à grande échelle :
- Triticum aestivum, le blé tendre, espèce hexaploïde avec les génomes A, B et D, qui représente plus de 90 % du blé cultivé dans le monde,
- Triticum durum, le blé dur, espèce tétraploïde avec les génomes A et B, cultivée principalement pour la production de pâtes et de semoule.

En outre quelques espèces sont cultivées à petite échelle comme blés de spécialité, notamment :
- Triticum aestivum var. spelta (hexaploïde), l'épeautre,
- Triticum monococcum, l'engrain, diploïde, cultivée localement dans le bassin méditerranéen,
- Triticum timopheevii ou blé zanduri, tétraploïde, cultivée en Géorgie.